# إشباع عاطفي (بين الزوجين)
الإشباع العاطفي بين الزوجين هو ارتواء قلبي الزوجين بالحـب والحنـان والمودة والرحمة بحيث لا يكون عندهما نقص في المجال العاطفي، فيفتشان عنه خارج حدود الإطار الزواجي، والإشباع العاطفي قسمين: إشباع العاطفة القلبية وإشباع الغريزة الجنسية فكما أن الجسد بحاجة إلى تغذية وإشـباع للجوع فكذلك القلب فإنّه بحاجة إلى إشباع في حاجاته العاطفية كالحب .

## معنى الإشباع العاطفي
- لغة : شبع: الشبع: ضد الجوع[2] و في علم النفس : الإشباع هو نقيض الحرمان[3]
- اصطلاحاً:هو ارتواء قلبي الزوجين بالحـب والحنـان والمودة والرحمة بحيث لا يكون عندهما نقص في المجال العاطفي، فيفتشان عنه خارج حدود الإطار الزواجي.[1]

## أهمية الإشباع العاطفي بين الزوجين
الإشباع العاطفي له أثر في تحقيق الرضا بين الزوجين، ففي دراسة (أيات محمد سعد،2012) عنوانها «دراسة العوامل المرتبطة بمستويات الرضا الزواجى بـين الـزوجين» كان من نتائجها : كلما توفر الإشباع العاطفى الجنسى والعاطفى لدى الزوجين كلما أدى إلـى ارتفاع الرضا بين الزوجين . وكذلك الزواج الناجح يستند إلى الإشباع الممكن الذي يقدمه الزّوجين وليس استنادا إلى ما يمكن أن نتخيله وعلى ذلك تكون العلاقة الزوجية ناجحة إذا كان:-الإشباع إيجابياً أي إذا كان الجزاء لكلّ من الزّوجين أكبر من الخسارة-إذا كان استمرار العلاقة الزوجية أفضل من أي بديل آخر. كما أن للإشباع العاطفي ارتباطاً إيجابياً بدرجة الرضا عن الحياة.

## أثر عدم الإشباع العاطفي
- العنف في العلاقة مع الآخرين :

ففي دراسة(عبد العال،1985) حاجة الحب وعلاقتها بالعنف هدفت الدراسة إلى معرفة فيما إذا كانت هناك علاقة ما بين إشباع حاجة الحب وظهور العنف، وأظهرت النتائج أن الأفراد الذين لم تشبع حاجاتهم في الحب على النحو المرضي لا يتحرجون في إظهار الخشونة والعنف والقسوة وإحراج الآخرين في تعاملهم معهم.
- الانحرافات الجنسية :

دراسة (عبد الله، 2003) علاقة حاجة الحب بالانحرافات الجنسية استهدف الدراسة التعرف على العلاقة ما بين حاجة الحب والشذوذ بما فيها الانحرافات الجنسية، وذلك عن طريق المقابلة الشخصية لأفراد العينة المشمولة بالبحث، وأظهرت النتائج أن أساس الكثير من الانحرافات والشذوذ بما فيها الانحرافات الجنسية والسرقة والعصابات يرجع سببها إلى الحرمان من الحب.
- الانحرافات السلوكية :

دراسة(سليمان،2004 ) الحاجة إلى الحب وعلاقتها بالانحرافات السلوكية استهدفت الدراسة التعرف على العلاقة ما بين حاجة الحب والانحرافات السلوكية،وذاك عن طريق استخدام بطاقة الملاحظة والبيانات الشخصية على أفراد العينية، وقد أظهرت النتائج أن عدم إشباع حاجة الحب والحرمان منها أو عدم كفايتها يؤدي إلى مخاطر نفسية إذ ينشأ لديه اضطراب ناجم عن ذلك مما يؤدي إلى انحرافات في سلوكياته.

## نظريات الإشباع العاطفي بين الزوجين
من النظريات التي اهتمت بالإشباع العاطفي :
- نظرية التبادل الاجتماعي لجورج هومانز.
- نظرية الحاجات الشخصية لماسلو: يؤكد ماسلو أن الفرد ٌيتميز بتعدد حاجاته وتنوعها التًي تؤثر في سلوكه، وأن اشباعها يجعل الفرد يتمتع بصحة نفسية سليمة .[13] حيث يشير إلى أن الإنسان يتدرج في إشباع احتياجاته بما يشبه الصعود من قاع إلى قمة هرم احتياجاته عبر سنوات عمره حسب الترتيب معين.ومن هذه الاحتياجات الحاجة إلى الإشباع العاطفي.العاطفية.
- نظرية الذات لكارل روجرز:[14] حيث اعتبرت النظرية أن سلوك الفرد سلوك موجه يحدث من اجل إشباع حاجاته كما يدركها، وكما يدرك أهمية كل حاجة من هذه الحاجات .

## عوامل الإشباع العاطفي
1. الذكاء العاطفي : : قدرة الفرد على إدراك مشاعره، وانفعالاته، وفهمها، والتعبير عنها، وإدارتها، وقدرته على النفاذ إلى مشاعر وانفعالات الآخرين، مما يتيح التواصل والتفاعل وتكوين علاقات اجتماعية إيجابية مع الآخرين .[15]
2. التوافق الزواجي : نمط من أنماط التوافقات الاجتماعية التي يهدف من خلالها الفرد أن يقيم علاقات منسجمة مع الشريك الآخر، فيجد كلاهما ما يشبع حاجاته، مما يؤدي لحدوث حالة من الرضا عن ذلك الزواج تسمى الرضا الزواجي (Satisfaction Marital ).[16]